# Castello di Torosay

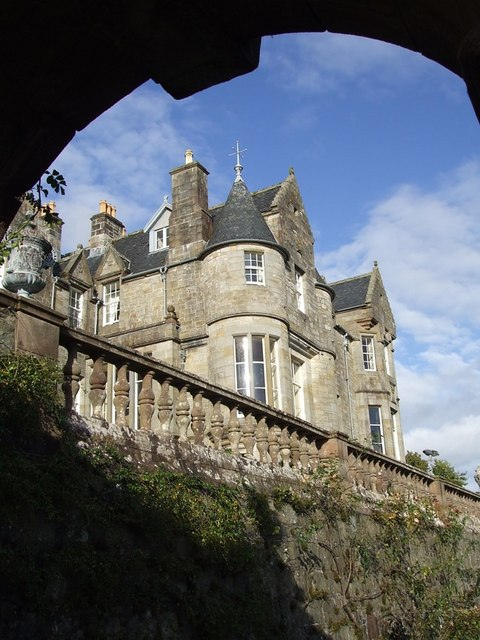
La facciata principale del castello

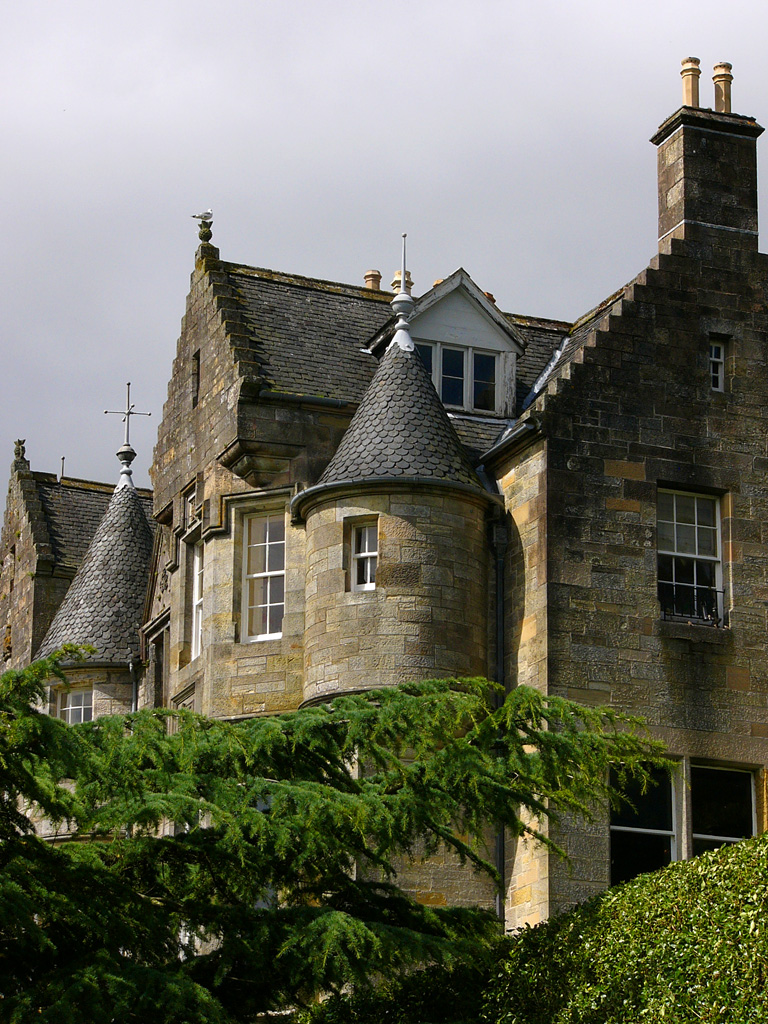
Veduta del castello

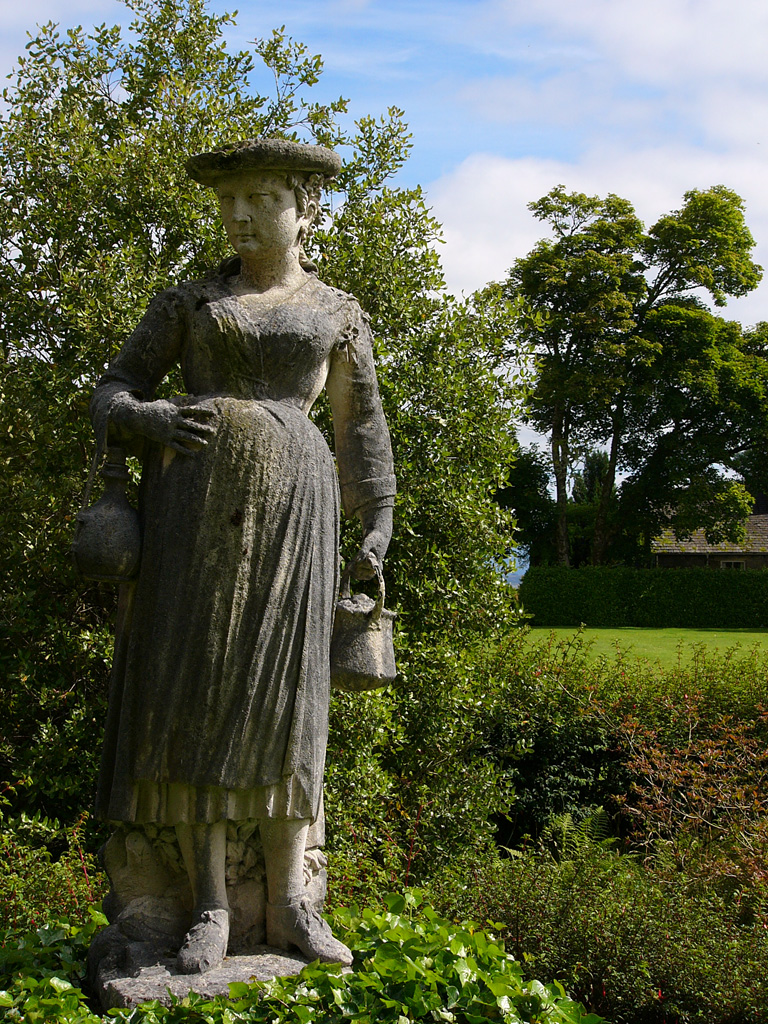
Scultura nei giardini del castello

Il castello di Torosay (in inglese: Torosay Castle), originariamente nota come Duart House, è una storica residenza baronale in stile vittoriano situata nei pressi del villaggio scozzese di Craignure (parte della parrocchia civile di Torosay), nell'isola di Mull (Argyll e Bute), realizzata tra il 1856 e il 1858 e appartenuta alla famiglia Campbell e ai signori di Torosay.

## Storia
Negli anni venti del XX secolo, la tenuta in cui sorge l'edificio venne ceduta dai duchi di Argyll al colonnello Campbell di Possil Park (Glasgow). Campbell fece realizzare nella tenuta una residenza in stile georgiano, eretta nel 1829 e che prese il nome di Achnachroish House.
In seguito, negli anni cinquanta del XIX secolo, la tenuta venne ereditata da John Campbell, figlio del colonnello. John Campbell fece demolire la villa georgiana voluta dal padre e incaricò nel 1856 l'architetto di Edimburgo David Bryce di realizzare una nuova residenza nello stile di un castello francese, residenza che venne completata nel 1858 e che venne chiamata Duart House.
Solo pochi anni dopo, però, segnatamente nel 1865, John Campbell fu costretto a vendere l'edificio a causa di problemi finanziari, dopo che i suoi interessi commerciali erano stati danneggiati dallo scoppio della guerra civile americana.
La tenuta venne quindi acquisita da Arbuthnot Charles Guthrie e fu in seguito ereditata dai suoi discendenti, i signori di Torosay. Uno di questi, Murray Guthrie, II signore di Torosay nel 1900 fece anche realizzare dei giardini attorno alla residenza: Murray aggiunse ai giardini alcune sculture attribuite ad Antonio Bonazza (1698-1763), recuperate da lui stesso in una villa di Padova in decadenza durante un suo viaggio in Italia.
Dopo la morte di Murray Guthrie, avvenuta nel 1911 a 41 anni, la vedova di quest'ultimo, Olive Murray decise di cambiare il nome della villa. che nel 1911 cambiarono anche il nome dell'edificio in "castello di Torosay". Il nome avrebbe, tra l'altro,potuto generare confusione con il vicino Duart Castle e la residenza venne quindi ribattezzata "castello di Torosay".
Al termine della seconda guerra mondiale, il castello di Torosay venne utilizzato come hotel (chiamato "The Tangle of the Isles"), hotel che però chiuse presto i battenti.
In seguito, agli inizi degli anni settanta, i signori di Laird decisero di aprire la loro residenza e i giardini al pubblico. La tenuta fu quindi ceduta nel 2012 alla famiglia James.

## Architettura

### Esterni
I giardini attorno al castello occupano un'area di 5 ettari. Vi si trovano, tra l'altro, un giardino giapponese e un giardino a terrazze.

### Interni
Nella sala da pranzo, si trovano dei dipinti che ritraggono le navi della Royal Navy ancorate nella baia di Duart negli anni novanta del XIX secolo.